# 马特劳代赖奇凯
马特劳代赖奇凯，是匈牙利赫维什州所辖的一个村。总面积13.99平方公里，总人口1933，人口密度138.2人/平方公里（2011年1月1日）。